# Deutsche Jagdzeitung
Die Deutsche Jagdzeitung (DJZ) ist eine deutschsprachige, monatlich seit 1981 erscheinende Special-Interest-Zeitschrift für Jäger, die im Paul Parey Zeitschriftenverlag in Singhofen/Taunus herausgegeben wird.
Die DJZ beinhaltet Jagdpraxis, Wildbiologie, Reportagen, Berichte und Cartoons. Dazu gibt es Tests, Tipps und einen Waffen- und Ausrüstungsteil. Seminare werden zur Weiterbildung angeboten.

## Auflagenstatistik
Im vierten Quartal 2012 lag die durchschnittliche verbreitete Auflage nach IVW bei 41.679 Exemplaren. Das sind 3.187 Exemplare pro Ausgabe mehr (+8,28 %) als im Vergleichsquartal des Vorjahres. Die Abonnentenzahl nahm innerhalb eines Jahres um 1.340 Abonnenten auf durchschnittlich 27.643 pro Ausgabe zu (+5,09 %); damit bezogen rund 66,32 % der Leser die Zeitschrift im Abo.
| Anzahl der verbreiteten Ausgaben | Anzahl der verbreiteten Ausgaben | Anzahl der verbreiteten Ausgaben | Anzahl der verbreiteten Ausgaben | Anzahl der verbreiteten Ausgaben |
| -------------------------------- | -------------------------------- | -------------------------------- | -------------------------------- | -------------------------------- |
| Quartal                          |                                  |                                  | Auflage a                        |                                  |
| IV/1998                          | IV/1998                          |                                  | 39.194                           | 39.194                           |
| IV/1999                          | IV/1999                          |                                  | 42.944                           | 42.944                           |
| IV/2000                          | IV/2000                          |                                  | 38.768                           | 38.768                           |
| IV/2001                          | IV/2001                          |                                  | 40.111                           | 40.111                           |
| IV/2002                          | IV/2002                          |                                  | 37.147                           | 37.147                           |
| IV/2003                          | IV/2003                          |                                  | 37.198                           | 37.198                           |
| IV/2004                          | IV/2004                          |                                  | 34.821                           | 34.821                           |
| IV/2005                          | IV/2005                          |                                  | 35.436                           | 35.436                           |
| IV/2006                          | IV/2006                          |                                  | 37.278                           | 37.278                           |
| IV/2007                          | IV/2007                          |                                  | 36.433                           | 36.433                           |
| IV/2008                          | IV/2008                          |                                  | 35.409                           | 35.409                           |
| IV/2009                          | IV/2009                          |                                  | 37.913                           | 37.913                           |
| IV/2010                          | IV/2010                          |                                  | 36.312                           | 36.312                           |
| IV/2011                          | IV/2011                          |                                  | 38.492                           | 38.492                           |
| IV/2012                          | IV/2012                          |                                  | 41.679                           | 41.679                           |
| Quelle: IVW                      |                                  |                                  |                                  |                                  |

| Anzahl der Abonnements | Anzahl der Abonnements | Anzahl der Abonnements | Anzahl der Abonnements | Anzahl der Abonnements |
| ---------------------- | ---------------------- | ---------------------- | ---------------------- | ---------------------- |
| Quartal                |                        |                        | Abos a                 |                        |
| IV/1998                | IV/1998                |                        | 28.789                 | 28.789                 |
| IV/1999                | IV/1999                |                        | 28.679                 | 28.679                 |
| IV/2000                | IV/2000                |                        | 27.989                 | 27.989                 |
| IV/2001                | IV/2001                |                        | 27.749                 | 27.749                 |
| IV/2002                | IV/2002                |                        | 26.875                 | 26.875                 |
| IV/2003                | IV/2003                |                        | 25.179                 | 25.179                 |
| IV/2004                | IV/2004                |                        | 24.212                 | 24.212                 |
| IV/2005                | IV/2005                |                        | 24.426                 | 24.426                 |
| IV/2006                | IV/2006                |                        | 25.767                 | 25.767                 |
| IV/2007                | IV/2007                |                        | 24.611                 | 24.611                 |
| IV/2008                | IV/2008                |                        | 23.924                 | 23.924                 |
| IV/2009                | IV/2009                |                        | 23.995                 | 23.995                 |
| IV/2010                | IV/2010                |                        | 24.931                 | 24.931                 |
| IV/2011                | IV/2011                |                        | 26.303                 | 26.303                 |
| IV/2012                | IV/2012                |                        | 27.643                 | 27.643                 |
| Quelle: IVW            |                        |                        |                        |                        |